# غواصة يو-111
كانت الغواصة يو-111 واحدة من 329 غواصة خدمت في البحرية الإمبراطورية الألمانية خلال الحرب العالمية الأولى.

## معرض صور

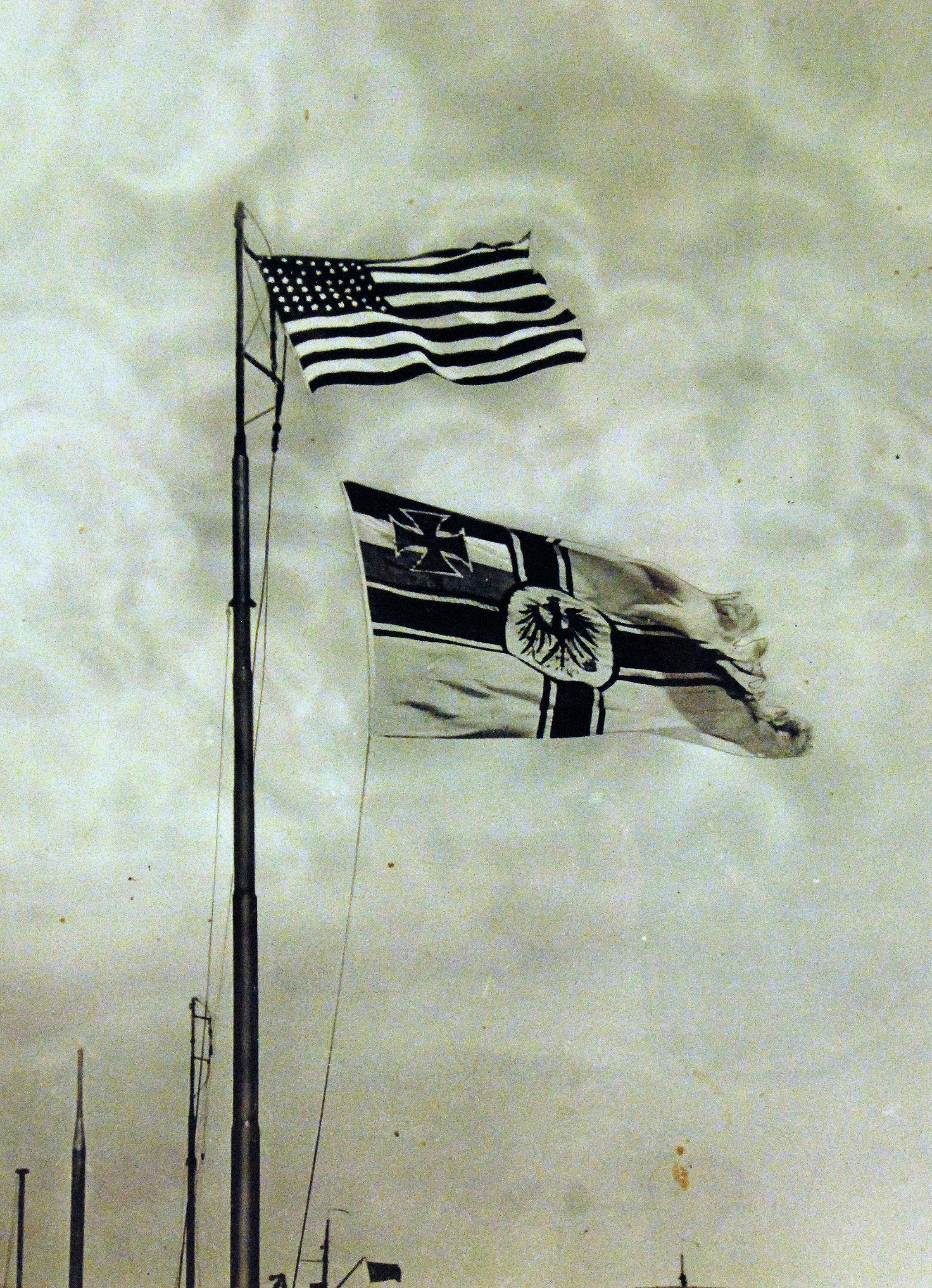
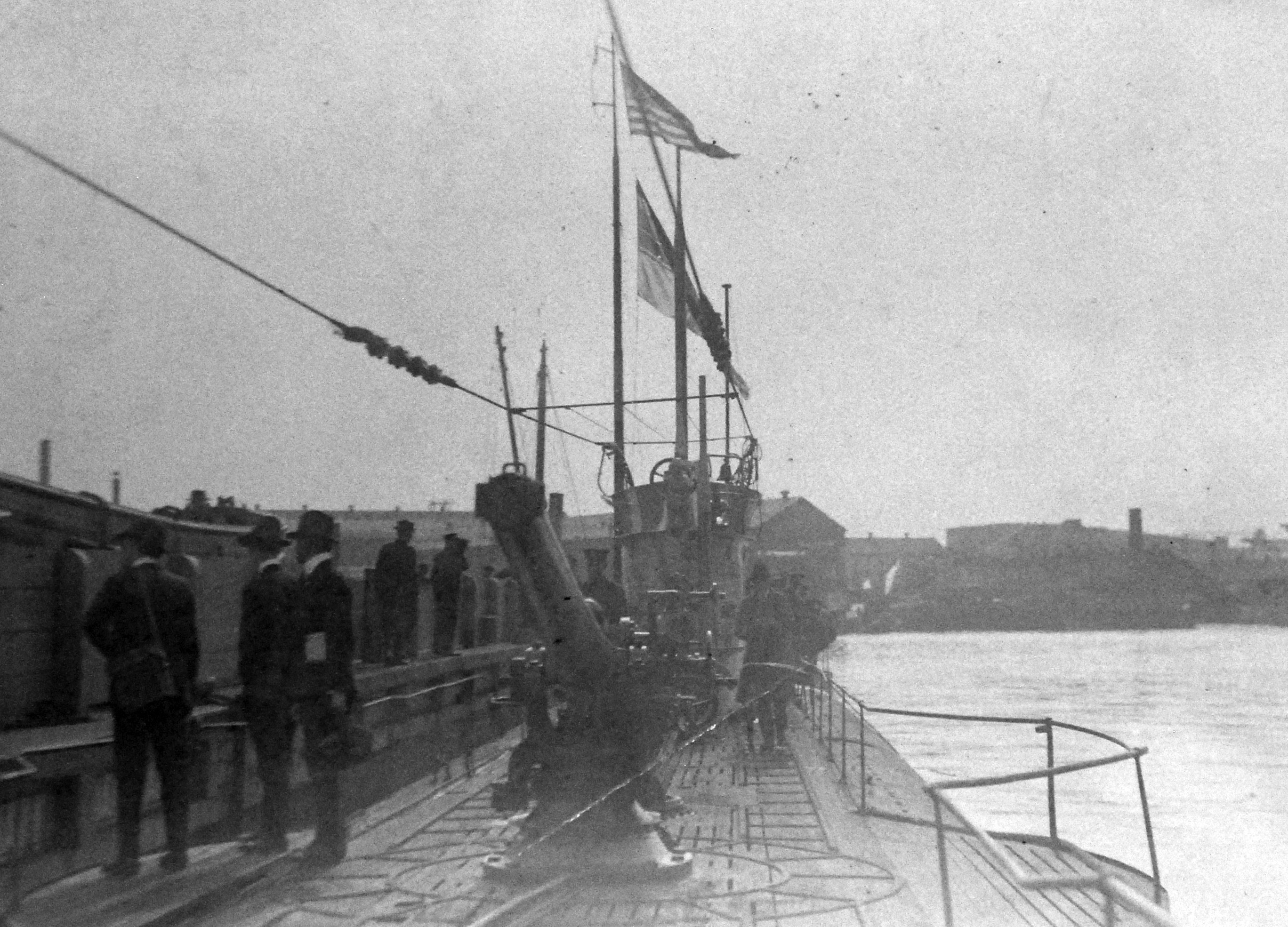
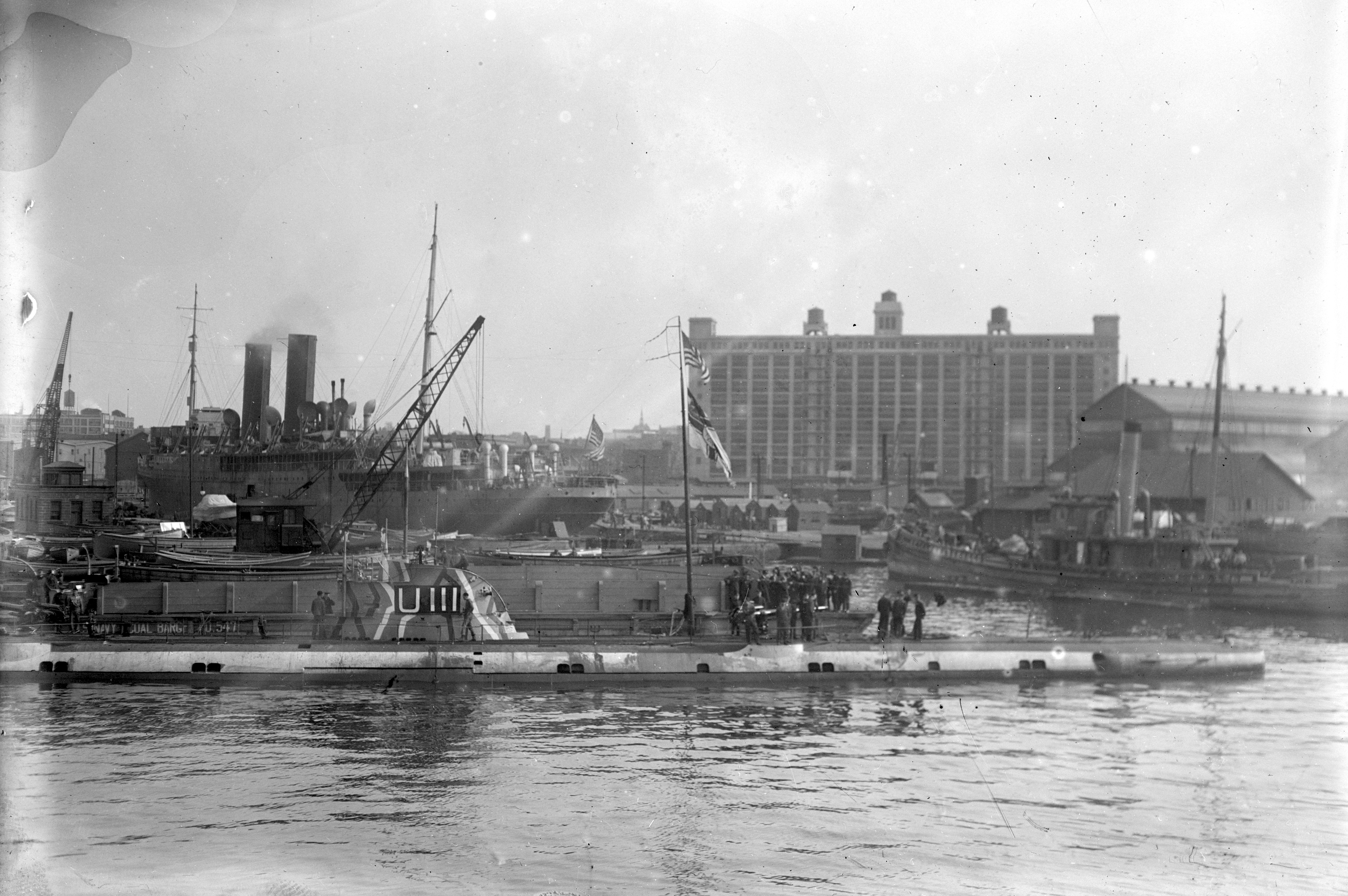
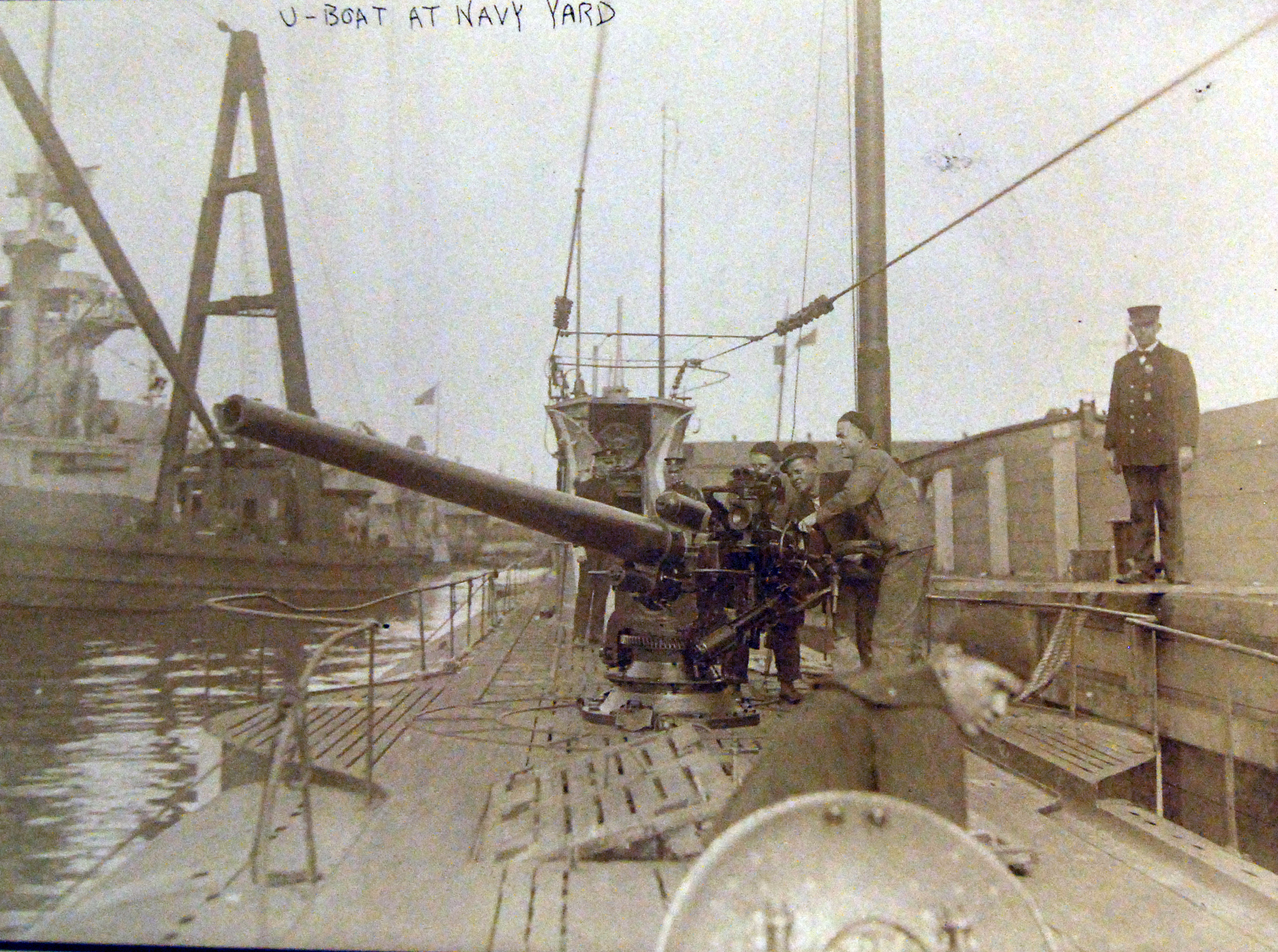